# Jagdish Bhagwati
Jagdish Natwarlal Bhagwati (ur. 26 lipca 1934 w Bombaju) – amerykański ekonomista i profesor prawa i ekonomii na Columbia University. 
W latach 1954-56 studiował ekonomię w St John’s College na Uniwersytecie Cambridge, następnie spędził rok w Massachusetts Institute of Technology. W roku 1967 uzyskał tam tytuł doktora w dziedzinie ekonomii.
Twórca teorii wzrostu zubażającego. W 2001 roku był doradcą dyrektora generalnego WTO.